# Aletopelta
Aletopelta (Aletopelta coombsi) – roślinożerny dinozaur z rodziny ankylozaurów (Ankylosauridae); jego nazwa znaczy "wędrująca tarcza".
Żył w okresie późnej kredy (ok. 83-71 mln lat temu) na terenach Ameryki Północnej. Długość ciała ok. 4 m, wysokość ok. 1,2 m, masa ok. 500 kg. Jego szczątki znaleziono w USA (w południowej Kalifornii).